# Montberaud
Montberaud (em occitano:  Montberaud) é uma comuna francesa na região administrativa da Occitânia, no departamento do Alto Garona. Estende-se por uma área de 15.87 km², com 207 habitantes, segundo o censo de 2018, com uma densidade de 13 hab/km².